# Sam Sunderland
Sam Sunderland (* 15. April 1989 in Poole) ist ein britischer Motorradrennfahrer.
Sunderland lebt in Andorra und gewann 2010 und 2011 die Baja der VAE. Er war 2017 als erster Brite Gewinner der Rallye Dakar in der Motorradklasse. Er nimmt seit 2012 an der Rallye Dakar teil und fährt aktuell für das Red Bull KTM-Factory-Racing-Team. Zur Rallye Dakar 2022 wechselt Sunderland von KTM zum GasGas-Factory-Racing-Team. Bereits während der ersten Etappe der Rallye Dakar 2023 stürzte Sunderland und verletzte sich so schwer, dass er in ein Krankenhaus ausgeflogen wurde und die Rallye abbrechen musste. Als Gesamtsieger der FIM Cross-Country Rallies World Championship wurde er 2019 Weltmeister.